# Rouvres-Saint-Jean
Rouvres-Saint-Jean là một xã trong tỉnh Loiret, vùng Centre-Val de Loire bắc trung bộ nước Pháp.